# Люботинська республіка
Люботинська республіка — проголошена в грудні 1905 року незалежна робоча держава, під час збройного повстання робітників та залізничників у місті Люботин.

## Повстання

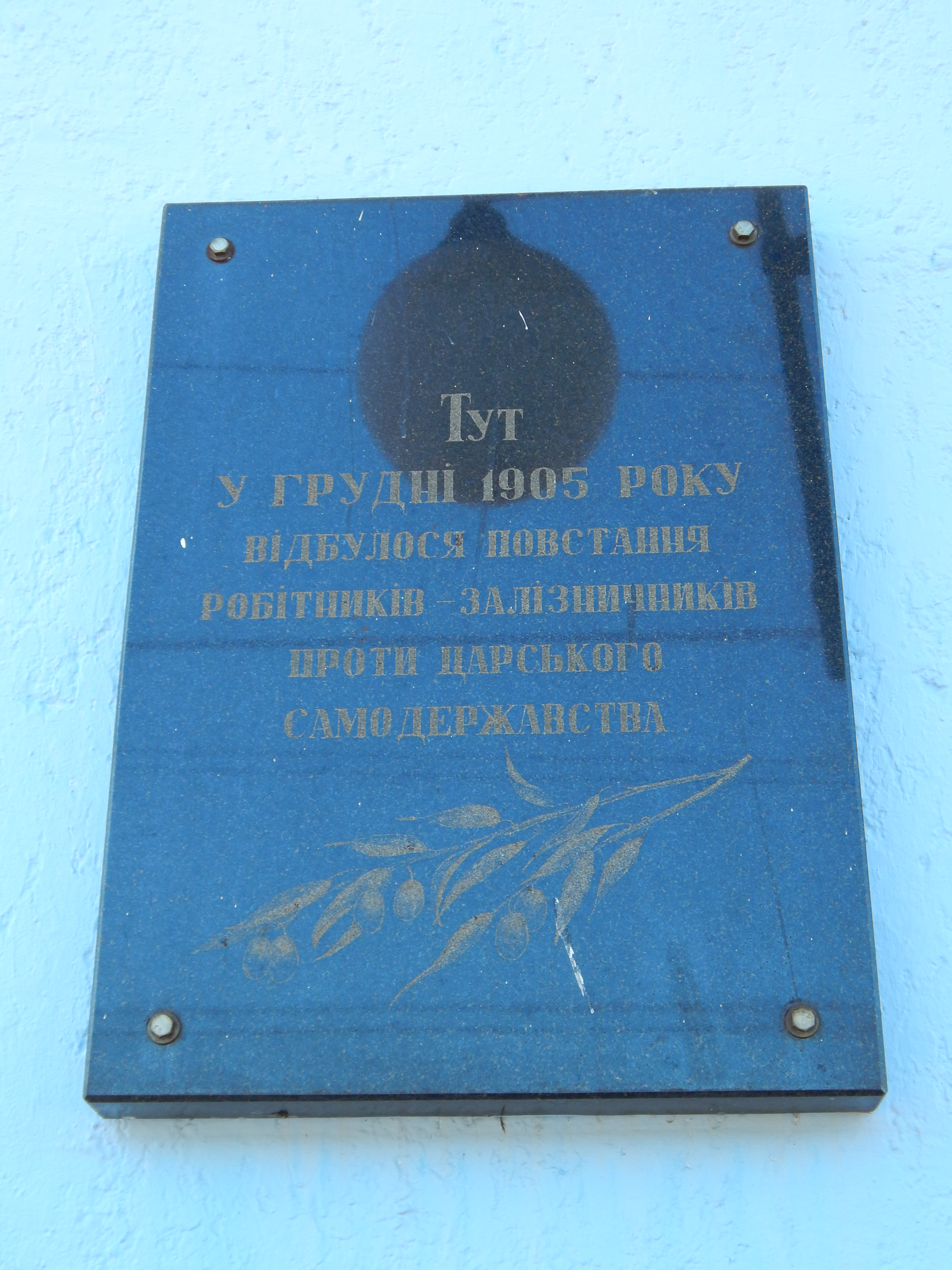
Меморіальна дошка на честь повстання

8 (20) грудня 1905 року залізничники захопили залізничну станцію Люботин та паровозне депо Харківсько-Миколаївської залізниці, заснували тимчасовий уряд та власну жандармерію.
14 (26) грудня 1905 року повсталі оголосили про створення незалежної робітничої республіки. Комендантом був призначений слюсар Павло Глуховцев. Республіка існувала десять діб.
18 (30) грудня 1905 року урядові війська з Харкова, після запеклого артобстрілу, вибили зі стації робітничі дружини, придушивши Люботинське повстання.